# Ham (chimpansee)

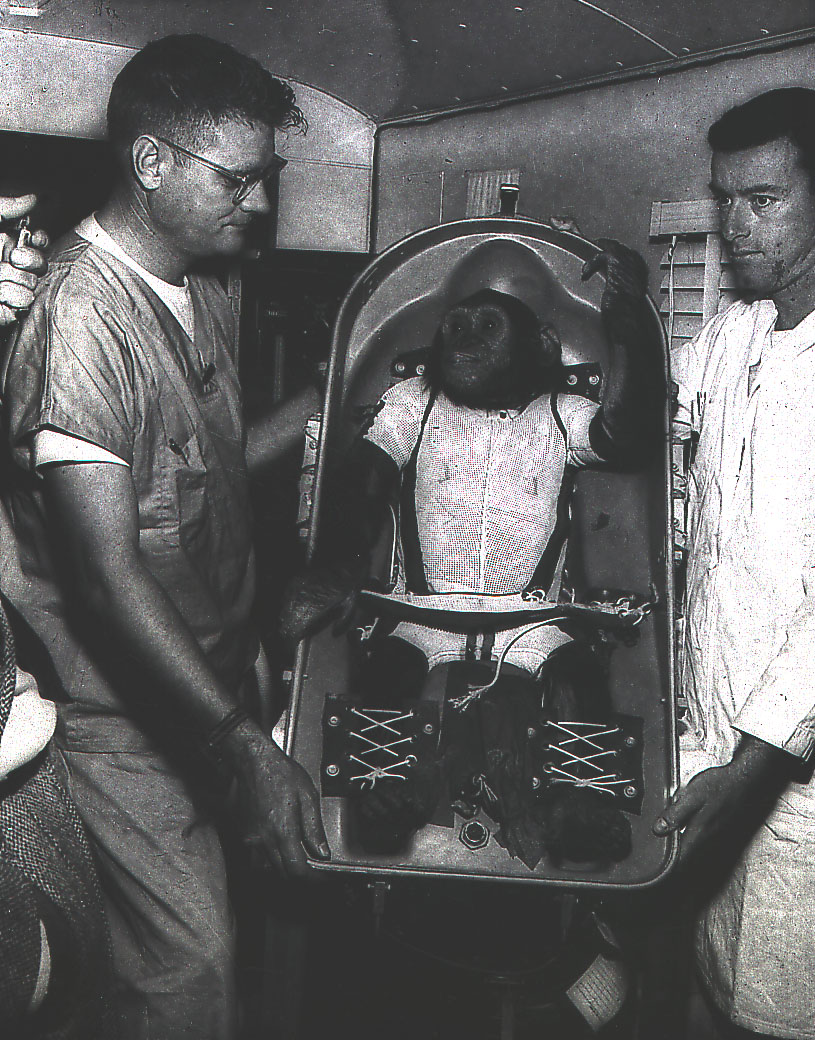
De chimpansee Ham vlak voor zijn lancering (foto van NASA)

Ham (mei 1957 - 19 januari 1983) was de eerste chimpansee in de ruimte. 
Ham werd op 31 januari 1961 door de Amerikanen de ruimte in geschoten. Hij voerde een taak uit, waaraan zijn functioneren in de ruimte beoordeeld kon worden en landde 16,5 minuut later in de Atlantische Oceaan. Dit gebeurde vier jaar nadat de Russen hun hond Laika de ruimte in hadden geschoten. In tegenstelling tot Laika overleefde Ham de ruimtevlucht. Anders dan de Russen gebruikten de Amerikanen bij hun testvluchten primaten, om zo goed mogelijk de effecten van ruimtevluchten op het menselijk lichaam te kunnen voorspellen. Eerder al hadden de Amerikanen met wisselend succes resusaapjes en doodshoofdaapjes in de ruimte gebracht. 
Ham kwam oorspronkelijk uit Kameroen, waar hij Chang heette. Hij werd in 1959 gekocht door de United States Air Force, waarna hij opgroeide in het Holloman Aerospace Medical Center. Hier komt ook zijn nieuwe naam (H-A-M) vandaan. Ham werd op de ruimtereis voorbereid door de Amerikaanse psycholoog Joseph Brady, die voordien ook enkele andere apen voor ruimtereizen had getraind. Hij werd gelanceerd met de Mercury MR-2-raket in het kader van het Mercury-project. Na zijn geslaagde ruimtevlucht leefde Ham 17 jaar in de nationale dierentuin van Washington D.C., en daarna in een dierentuin in North Carolina. Daar overleed hij uiteindelijk op de leeftijd van 25 jaar aan problemen met zijn hart. Hij is begraven bij de Space Hall of Fame in Alamogordo (New Mexico).
Tweeënhalve maand na de vlucht van Ham, op 12 april 1961, lanceerden de Russen Joeri Gagarin als eerste mens de ruimte in. Nog een maand later, op 5 mei 1961, was Alan Shepard de eerste Amerikaan in de ruimte.